# L'eradicazione dei mali - Casi di ingiustizia rettificata

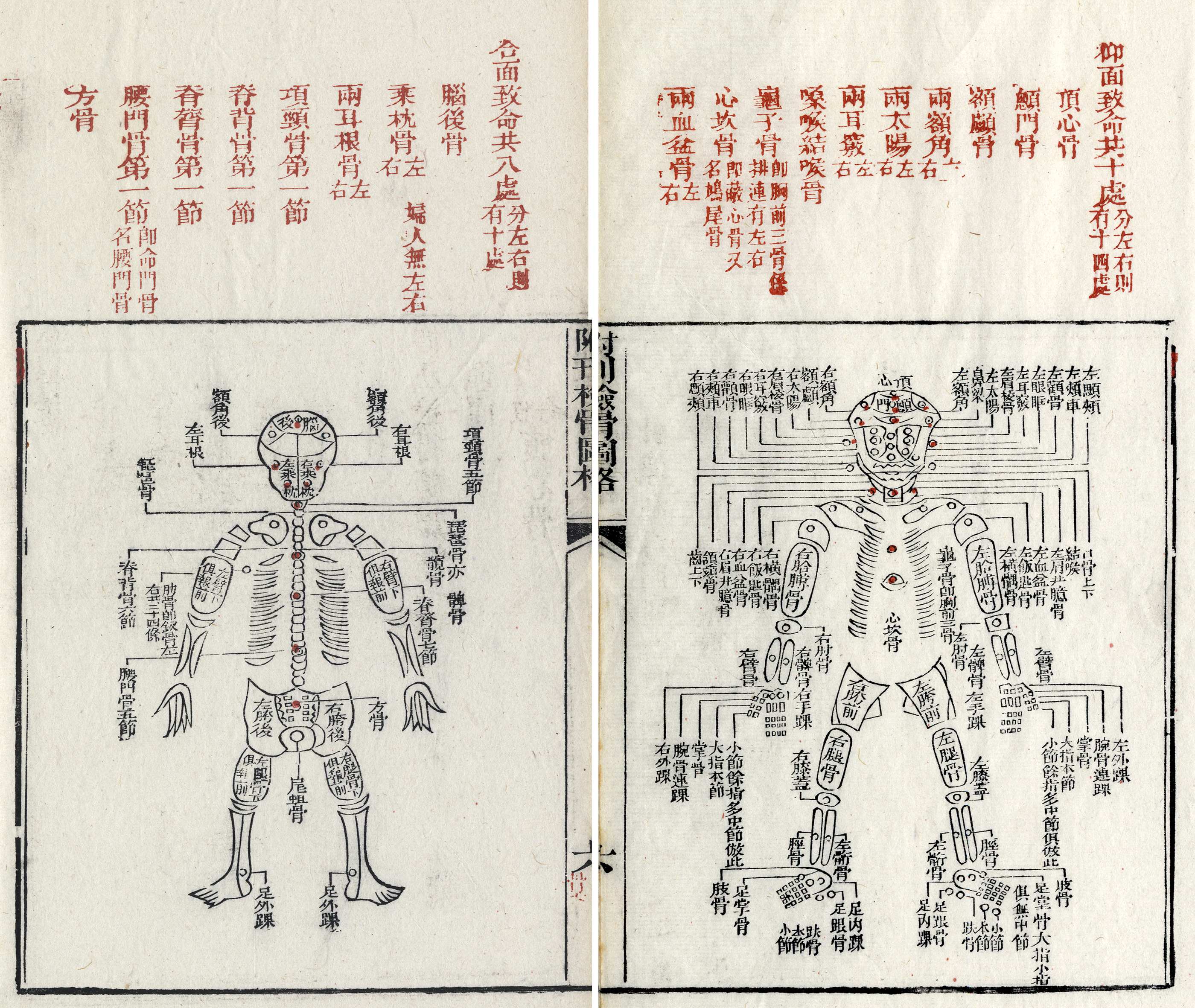
Nomenclatura delle ossa umane, in Sòng Cí: Xǐ-yuān lù jí-zhèng, edito da Ruǎn Qíxīn (1843).

'L'eradicazione dei mali' o, 'Casi raccolti di ingiustizia rettificata', in inglese (The Washing Away of Wrongs), è un libro cinese, scritto da Song Ci nel 1247 durante la dinastia Song, come libro di riferimento per coroner. L'autore mette insieme alle testimonianze riguardanti molti casi storici di scienza forense la propria esperienza di 4 mandati presso le Alte Corti della Cina di quel tempo, compilando un trattato apprezzato e stimato da generazioni di ufficiali per il suo riguardo nell'evitare le cattive esecuzioni della giustizia. È considerato il primo testo riguardante la medicina forense, tradotto in molte lingue come l'inglese, il tedesco, il giapponese e il francese.

## Contenuto
Esistono diverse versioni del libro, le più recenti sono state pubblicate durante la dinastia Yuan e contengono cinquantatré capitoli in cinque volumi.
Il primo volume descrive il decreto imperiale della dinastia Song sull'ispezione dei corpi e delle ferite. Il secondo volume contiene note e metodi sull'esame post-mortem. Il terzo, quarto, e quinto volume descrivono in dettaglio l'aspetto dei cadaveri deceduti nelle varie circostanze e i metodi di cura per alcune ferite.
Song Ci dispose su come effettuare report autoptici per le corti, come proteggere le prove durante il corso delle indagini, i motivi per cui le indagini devono sottostare all'esame dell'imparzialità pubblica, i metodi del lavaggio delle salme per l'esame delle diverse cause della morte. A quell'epoca il libro consigliava modi di distinguere il suicidio con il falso suicidio.
"I particolari di ogni caso devono essere registrati dalla calligrafia del dottore, nessun altro è autorizzato a scrivere il suo resoconto dell'autopsia. Un coroner deve evitare di non eseguire l'autopsia solo perché nauseato dall'odore dei cadaveri, deve evitare di rimanere comodamente seduto dietro una tenda d'incenso a maschera del fetore, mentre i suoi assistenti sono senza supervisione, o permettendo a piccoli ufficiali di scrivere il rapporto dell'autopsia, altrimenti molte piccole inaccuratezze potrebbero venir lasciate non corrette."
“Ci dovesse essere inaccuratezza nel resoconto, rimarrebbe ingiustizia tanto col morto quanto fra i vivi. Una sentenza errata, senza giustizia, potrebbe richiamare la perdita di una o di altre vite, che potrebbe a sua volta risultare in vendette e rivalità, prolungando la tragedia. Per evitare ogni cattiva esecuzione della giustizia, il coroner deve immediatamente esaminare il caso personalmente.”

## Importanza nella storia dell'entomologia forense
Nel The Washing Away of Wrongs, è riportato il primo caso di entomologia forense. Nel 1235 D.C., ci fu un accoltellamento in un villaggio della Cina. Testando diverse lame su carcasse di animali fu determinato che la ferita era stata provocata da una falce. Dopo ulteriori domande, gli investigatori fecero portare a tutti i popolani le loro falci e le posero di fronte alla folla. Le mosche della carne vennero attratte da una sola falce per via dei minuscoli residui di sangue e tessuti che sarebbero altrimenti rimasti invisibili. Il proprietario successivamente confessò il crimine. In altre aree del testo viene dimostrata la conoscenza dell'attività delle mosche sui cadaveri (miasi), con considerazioni sui tempi dell'infestazione e l'effetto del trauma sull'attrattività del tessuto agli insetti.

## Principali traduzioni inglesi
- Nel 1855 il Dr. Harland pubblicò i Records of Washing away of Injuries a Hong Kong[7]
- Nel 1924 il sinologo H.A. Giles pubblicò lo The Hsi Yüan Lu, o, Istruzioni per coroner.[8]
- Nel 1981 D. Brian E. McKnight pubblicò: The Washing Away of Wrongs: Forensic Medicine in Thirteenth-Century China.[9]